# Новопокровка (Кожевниковський район)
Новопокро́вка (рос. Новопокровка) — село у складі Кожевниковського району Томської області, Росія. Адміністративний центр Новопокровського сільського поселення.

## Населення
Населення — 523 особи (2010; 586 у 2002).
Національний склад (станом на 2002 рік):
- росіяни — 90 %